# 갈바람
《갈바람》은 대한민국의 가수 이선희의 정규 2집 음반이다.

## 특징
이 음반에 수록된 <갈바람>, <괜찮아>, <연인의 눈물>, <가난한 연인을 위하여>, <그래요, 잘못은 내게 있어요> 등이 인기를 모으며 TV가이드, 뮤직박스 1위로 선정되고 일간스포츠 골든 디스크상, KBS 방송 가요대상, MBC 10대 가수상을 수상했다.

## 수록곡
Side A
1. 갈바람 (3:52)
2. 괜찮아 (3:40)
3. 연인의 눈물 (3:57)
4. 가난한 연인을 위하여 (3:28)
5. 후회 (3:52)
6. 사랑의 기회가 한번 뿐이면 (3:09)

Side B
1. 그래요, 잘못은 내게 있어요 (3:21)
2. 서울의 밤 (2:51)
3. 눈물속에 피는 꽃 (3:42)
4. 바람속에서 (3:49)
5. 못잊을 너의 이름은 (3:37)
6. 소망 (4:03)
7. 이 세상의 어린이 (건전가요) (0:50)